# Norrbomia gravis
Norrbomia gravis är en tvåvingeart som först beskrevs av Adams 1905.  Norrbomia gravis ingår i släktet Norrbomia och familjen hoppflugor. Inga underarter finns listade i Catalogue of Life.